# Rasmus Møller
Rasmus Møller, född den 28 september 1763, död den 7 november 1842, var en dansk teolog och filolog. Han var far till skalden Poul Martin Møller.
Møller, som var biskop i Lollands stift från 1831 till sin död, var känd som översättare av latinska klassiker och bibliska skrifter.

## Utmärkelser
- Riddare av Dannebrogorden,  1815[2]
- Dannebrogsmännens hederstecken,  1829[2]
- Kommendör av Dannebrogorden,  1836[2]

[Redigera Wikidata]